# Juan María Gutiérrez (Buenos Aires)
Juan María Gutiérrez es una localidad del partido de Berazategui, en el Gran Buenos Aires, provincia de Buenos Aires, Argentina.

## Historia
Según la documentación existente, por la Ley provincial N°13.782 de mayo de 1883, se autoriza la construcción del tramo ferroviario que permitiría la circulación entre las estaciones Haedo – Temperley - Villa Elisa.
El trazado ferroviaria se construiría por decreto de fecha de 19/08/1883 y las estaciones Claypole, José Mármol, Juan María Gutiérrez son designados por resolución del 20 de marzo de 1884. Muchos de los nombres de las estaciones de este ramal correspondieron a nombres de escritores argentinos.
El lunes 16 de abril de 1884, se detiene en la estación la primera formación.
En esta localidad se encontraba la fábrica de Parafina del Plata. Además se encuentra unos de los barrios cerrados más antiguos del partido: El Carmen, antiguo casco de la estancia de la familia Herrera Vegas-Pereyra Iraola.
Esta localidad, en el año 1996, recibió por la ordenanza N° 2866/96, la imposición de su día como recordatorio de la habilitación del servicio ferroviario. Esto fue como escribimos arriba, el 16 de abril de 1884. El nombre corresponde en homenaje al escritor y político Juan María Gutiérrez, que había fallecido en 1878.

## Escuelas
- Escuela Primaria Básica N.º 7, Ex 32de Quilmes (fundada el 11 de octubre de 1916), y años después el 16 de noviembre de 1962, recibe el nombre de Juan María Gutiérrez.
- Escuela Primaria Básica N°28, se inaugura el 20 de abril de 1965, en los obradores de la constructora FINUR. Se llama Islas Malvinas.
- Escuela General Básica N°55, se denomina ¨Bandera de los Andes¨. Fue inaugurada en 1997.
- Jardín de Infantes N°911: Creado en 1983. El nombre con que fue bautizada la escuela en 1990, fue: Luis Sandrini. Esta en el Barrio Las Hermanas.
- Jardín de infantes N°912: Se fundó aprox. En 1980, su sede actual fue inaugurada en 1991.
- Escuela Secundaria Media N°15
- Escuela Primaria Roberto J. Payro.
- Escuela Secundaria Carlos Pellegrini
- Colegio Santa Teresa de Ávila. Instituto María Teresa
- Escuela Primaria N°55
- Colegio Río de la plata sur

## Medios de comunicación
Desde 1993, cuenta con su propia emisora de radio, FM Power 90.9, de gestión privada que se encarga de informar a la comunidad sobre todo lo que sucede en ella y sus alrededores, brindando un espacio a la gente para expresarse. Por esta emisora de radio pasaron personajes públicos como Mario Giacobbe, Juan José Mussi, Juan Patricio Mussi, Ricardo Alfonsín y Argentino Ríos, entre otros.

Además se encuentra el periódico zonal, Estación Sur. Periódico independiente en el cual los vecinos del distrito se expresan y se anotician de lo que pasa en su distrito.

## Parroquias de la Iglesia católica en Juan María Gutiérrez
| Diócesis  | Quilmes     |
| --------- | ----------- |
| Parroquia | El Salvador |